# Thereva flavipes
Thereva flavipes är en tvåvingeart som först beskrevs av De Geer 1776.  Thereva flavipes ingår i släktet Thereva och familjen stilettflugor.
Artens utbredningsområde är Sverige. Inga underarter finns listade i Catalogue of Life.